# San Félix (distrito)
San Félix é um distrito da província de Chiriquí, Panamá. Possui uma área de 220,30 km² e uma população de 5.276 habitantes (censo 2000), perfazendo uma densidade demográfica de 23,95 hab./km². Sua capital é a cidade de Las Lajas.